# Примощаница
Примощаница (укр. Примощаниця) — село на Украине, находится в Барском районе Винницкой области.
Код КОАТУУ — 0520280403. Население по переписи 2001 года составляет 359 человек. Почтовый индекс — 23044. Телефонный код — 4341.
Занимает площадь 1,513 км².
В селе действует храм Великомученика Димитрия Солунского Барского благочиния Винницкой и Барской епархии Украинской православной церкви.

## Адрес местного совета
23044, Винницкая область, Барский р-н, с.Верхушка, ул.Ленина, 23а